# Fußball-Hessenliga
Die Hessenliga (bis 2008 Oberliga Hessen) ist heute eine der 14 deutschen Oberligen im Männerfußball, die die fünfthöchste Spielklasse im Ligasystem in Deutschland bilden.
Sie wird organisiert vom Hessischen Fußball-Verband. Die nächsthöhere Liga ist die Regionalliga.
Die Hessenliga hat 18 Startplätze. Der Meister der Hessenliga steigt in die Regionalliga Südwest auf. Der Zweitplatzierte bestreitet Aufstiegsspiele gegen die zweitplatzierten Mannschaften der Oberligen von Baden-Württemberg und Rheinland-Pfalz/Saar. Die vier (bzw. sechs) Letztplatzierten am Ende der Saison steigen in die hessischen Verbandsligen ab. Die Meister dieser drei Verbandsligen steigen in die Hessenliga auf.

## Geschichte
Nach dem Zweiten Weltkrieg wurde in Hessen in der Saison 1945/46 der Fußball-Spielbetrieb wieder aufgenommen. Unterhalb der neuen Oberliga Süd, der aus Hessen Eintracht Frankfurt, Kickers Offenbach und der FSV Frankfurt angehörten, entstanden zunächst vier Ligen. Neben der Landesliga mit einer West- und einer Ost-Staffel wurde eine Kurhessen-Liga und eine Main-Liga eingerichtet. Zur folgenden Spielzeit 1946/47 wurde die Ligenstruktur vereinheitlicht und eine Landesliga Hessen gebildet, die in der Saison 1946/47 in fünf Gruppen eingeteilt war.
Aus den besten Mannschaften dieser fünf Gruppen wurde zur Spielzeit 1947/48 eine eingleisige Landesliga gebildet. Dieser ersten gesamthessischen Liga gehörten Borussia Fulda, SV Darmstadt 98, Eintracht Wetzlar, KSV Hessen Kassel, 1. Rödelheimer  FC, Germania Bieber, SG Arheilgen, VfL Kassel, VfB 06 Großauheim, CSC 03 Kassel, SG Kassel-Nord, FV Horas, VfB Friedberg und der TuS Löhnberg an. Die erste Meisterschaft gewann der Rödelheimer FC. Die Landesliga Hessen stellte in Hessen von 1945 bis 1950 die zweithöchste Ebene im deutschen Ligasystem dar.
Von der Saison 1950/51 an war die Hessenliga, nach Einführung der 2. Liga Süd, als 1. Amateurliga Hessen nur noch dritthöchste Spielklasse in Deutschland. Die nächste Reform erfolgte 1965. Die 1. Amateurliga Hessen wurde nun erstmals in Hessenliga umbenannt und als neuer „Unterbau“ die Gruppenligen anstelle der 2. Amateurliga eingeführt. Ab 1978 hieß die Hessenliga Oberliga Hessen, die darunterliegende Spielstufe Landesliga. Bis zur Gründung der drittklassigen Regionalliga im Jahr 1994 bildete die hessische Oberliga die dritte Ebene des Ligensystems. Anschließend war sie bis zur Einführung der 3. Liga im Jahr 2008 auf der vierten Ebene angesiedelt, seither ist sie fünftklassig.
Bis zur Saison 2004/05 hieß die Liga zwei Jahre lang FFH-Oberliga Hessen. In der Saison 2005/06 trug die Liga den Namen Oddset-Oberliga Hessen. In den beiden folgenden Jahren kehrte man zum Namen Oberliga Hessen zurück, bevor sie 2008 in Hessenliga umbenannt wurde. Seit der Saison 2015/16 trägt die Liga den Namen Lotto Hessenliga.

## Titelträger
- Landesliga Hessen (II)
  - 1946 nicht offiziell ausgespielt
  - 1947 nicht offiziell ausgespielt
  - 1948 1. Rödelheimer FC
  - 1949 KSV Hessen Kassel
  - 1950 SV Darmstadt 98
- 1. Amateurliga Hessen (III)
  - 1951 Olympia Lampertheim
  - 1952 Olympia Lampertheim
  - 1953 FC Hanau 93
  - 1954 Borussia Fulda
  - 1955 SpVgg Bad Homburg
  - 1956 Spvgg. 03 Neu-Isenburg
  - 1957 Borussia Fulda
  - 1958 VfB Friedberg
  - 1959 VfB Marburg
  - 1960 Borussia Fulda
  - 1961 FC Hanau 93
  - 1962 SV Darmstadt 98
  - 1963 VfB Gießen
  - 1964 SV Darmstadt 98
- Hessenliga (III)
  - 1965 SC Opel Rüsselsheim
  - 1966 Germania Wiesbaden
  - 1967 SV Wiesbaden
  - 1968 Rot-Weiss Frankfurt
  - 1969 FSV Frankfurt
  - 1970 Eintracht Frankfurt Amateure
  - 1971 SV Darmstadt 98
  - 1972 VfR Bürstadt
  - 1973 FSV Frankfurt
  - 1974 Viktoria Aschaffenburg
  - 1975 FSV Frankfurt
  - 1976 KSV Baunatal
  - 1977 VfR Bürstadt
  - 1978 FC Hanau 93
- Oberliga Hessen (III)
  - 1979 VfR Bürstadt
  - 1980 KSV Hessen Kassel
  - 1981 SC Viktoria Griesheim
  - 1982 FSV Frankfurt
  - 1983 VfR Bürstadt
  - 1984 VfR Bürstadt
  - 1985 Viktoria Aschaffenburg
  - 1986 Kickers Offenbach
  - 1987 Kickers Offenbach
  - 1988 Viktoria Aschaffenburg
  - 1989 KSV Hessen Kassel
  - 1990 Rot-Weiss Frankfurt
  - 1991 KSV Hessen Kassel
  - 1992 Viktoria Aschaffenburg
  - 1993 Kickers Offenbach
  - 1994 FSV Frankfurt
- Oberliga Hessen (IV)
  - 1995 SC Neukirchen
  - 1996 Borussia Fulda
  - 1997 SV Wehen
  - 1998 FSV Frankfurt
  - 1999 SV Darmstadt 98
  - 2000 KSV Klein-Karben
  - 2001 Borussia Fulda
  - 2002 Eintracht Frankfurt Amateure
  - 2003 1. FC Eschborn
  - 2004 SV Darmstadt 98
  - 2005 1. FC Eschborn
  - 2006 KSV Hessen Kassel
  - 2007 FSV Frankfurt
  - 2008 SV Darmstadt 98
- Hessenliga (V)
  - 2009 SC Waldgirmes
  - 2010 FSV Frankfurt II
  - 2011 FC Bayern Alzenau
  - 2012 1. FC Eschborn
  - 2013 KSV Baunatal
  - 2014 TGM SV Jügesheim
  - 2015 TSV Steinbach
  - 2016 Teutonia Watzenborn-Steinberg
  - 2017 SC Hessen Dreieich
  - 2018 SC Hessen Dreieich
  - 2019 FC Gießen
  - 2020 TSV Eintracht Stadtallendorf
  - 2021 aufgrund der COVID-19-Pandemie abgebrochen
  - 2022 SG Barockstadt Fulda-Lehnerz
  - 2023 Eintracht Frankfurt II
  - 2024 FC Gießen
  - 2025 FSV 1926 Fernwald

Rekordmeister ist der FSV Frankfurt mit acht Meistertiteln (1. und 2. Mannschaft zusammen) vor Darmstadt 98 mit sieben Titeln.

## Rekordmeister
| Rang | Verein                        | Titel | Spielzeiten                              |
| ---- | ----------------------------- | ----- | ---------------------------------------- |
| 1.   | SV Darmstadt 98               | 7     | 1950, 1962, 1964, 1971, 1999, 2004, 2008 |
| 1.   | FSV Frankfurt                 | 7     | 1969, 1973, 1975, 1982, 1994, 1998, 2007 |
| 3.   | KSV Hessen Kassel             | 5     | 1949, 1980, 1989, 1991, 2006             |
| 3.   | VfR Bürstadt                  | 5     | 1972, 1977, 1979, 1983, 1984             |
| 5.   | Borussia Fulda                | 4     | 1954, 1957, 1960, 2001                   |
| 5.   | Viktoria Aschaffenburg        | 4     | 1974, 1985, 1988, 1992                   |
| 7.   | FC Hanau 93                   | 3     | 1953, 1961, 1978                         |
| 7.   | Eintracht Frankfurt II        | 3     | 1970, 2002, 2023                         |
| 7.   | Kickers Offenbach             | 3     | 1986, 1987, 1993                         |
| 7.   | 1. FC Eschborn                | 3     | 2003, 2005, 2012                         |
| 11.  | Olympia Lampertheim           | 2     | 1951, 1952                               |
| 11.  | Rot-Weiss Frankfurt           | 2     | 1968, 1990                               |
| 11.  | KSV Baunatal                  | 2     | 1976, 2013                               |
| 11.  | SC Hessen Dreieich            | 2     | 2017, 2018                               |
| 11.  | FC Gießen                     | 2     | 2019, 2024                               |
| 16.  | Rödelheimer FC                | 1     | 1948                                     |
| 16.  | SpVgg Bad Homburg             | 1     | 1955                                     |
| 16.  | Spvgg. 03 Neu-Isenburg        | 1     | 1956                                     |
| 16.  | VfB Friedberg                 | 1     | 1958                                     |
| 16.  | VfB Marburg                   | 1     | 1959                                     |
| 16.  | VfB Gießen                    | 1     | 1963                                     |
| 16.  | SC Opel Rüsselsheim           | 1     | 1965                                     |
| 16.  | Germania Wiesbaden            | 1     | 1966                                     |
| 16.  | SV Wiesbaden                  | 1     | 1967                                     |
| 16.  | SC Viktoria Griesheim         | 1     | 1981                                     |
| 16.  | SC Neukirchen                 | 1     | 1995                                     |
| 16.  | SV Wehen                      | 1     | 1997                                     |
| 16.  | KSV Klein-Karben              | 1     | 2000                                     |
| 16.  | SC Waldgirmes                 | 1     | 2009                                     |
| 16.  | FSV Frankfurt II              | 1     | 2010                                     |
| 16.  | FC Bayern Alzenau             | 1     | 2011                                     |
| 16.  | TGM SV Jügesheim              | 1     | 2014                                     |
| 16.  | TSV Steinbach                 | 1     | 2015                                     |
| 16.  | Teutonia Watzenborn-Steinberg | 1     | 2016                                     |
| 16.  | TSV Eintracht Stadtallendorf  | 1     | 2020                                     |
| 16.  | FSV 1926 Fernwald             | 1     | 2025                                     |